# Radějovice (okres Praha-východ)
Obec Radějovice (něm. Radeiowitz) se nachází v okrese Praha-východ ve Středočeském kraji asi 12 km jihozápadně od Říčan. Žije zde 544 obyvatel. Součástí obce je i vesnice Olešky. 

## Historie
První písemná zmínka o obci pochází z roku 1227.
V obci se narodil a zemřel Josef Hotový, český kapelník, skladatel taneční hudby a varhaník (1904–1975).

### Územněsprávní začlenění
Dějiny územněsprávního začleňování zahrnují období od roku 1850 do současnosti. V chronologickém přehledu je uvedena územně administrativní příslušnost obce v roce, kdy ke změně došlo:
- 1850 země česká, kraj Praha, politický i soudní okres Jílové[4]
- 1855 země česká, kraj Praha, soudní okres Jílové[4]
- 1868 země česká, politický okres Karlín, soudní okres Jílové[4]
- 1884 země česká, politický okres Královské Vinohrady, soudní okres Jílové[5]
- 1921 země česká, politický okres Královské Vinohrady sídlo Jílové, soudní okres Jílové[6]
- 1925 země česká, politický i soudní okres Jílové[7]
- 1939 země česká, Oberlandrat Praha, politický i soudní okres Říčany[8]
- 1942 země česká, Oberlandrat Praha, politický okres Praha-venkov-jih, soudní okres Jílové[9]
- 1945 země česká, správní i soudní okres Jílové[10]
- 1949 Pražský kraj, okres Říčany[11]
- 1960 Středočeský kraj, okres Praha-východ[12]

### Rok 1932
V obci Radějovice (198 obyvatel) byly v roce 1932 evidovány tyto živnosti a obchody: 3 hostince, 3 obuvníci, rolník, 2 obchody se smíšeným zbožím, trafika, truhlář.

### 21. století
Dne 25. dubna 2018 bylo schváleno usnesením výboru pro vědu, vzdělání, kulturu, mládež a tělovýchovu udělení znaku a vlajky obce.

## Pamětihodnosti
- Farní kostel Narození Panny Marie v části Olešky
- kamenná zvonička na návsi
- hřbitovní kaple v Oleškách

## Doprava
Dopravní síť
- Pozemní komunikace – Obcí prochází silnice III. třídy. Ve vzdálenosti 1 km lze najet na silnici II/603 Praha - Jesenice - Kamenice - Poříčí nad Sázavou.

- Železnice – Železniční trať ani stanice na území obce nejsou.

Veřejná doprava 2011
- Autobusová doprava – V obci má zastávku příměstská autobusová linka (335) z Kamenice do Prahy. Možný přestup je na zastávce Sulice, Hlubočinka, Obchodní centrum na linky 337 a 339. (v pracovních dnech 11 spojů, o víkendech 5 spojů) (dopravce Veolia Transport Praha, s. r. o.).

## Osobnosti
- Josef Hotový (1904–1975), dirigent, hudebník, hudební skladatel a varhaník

## Další fotografie

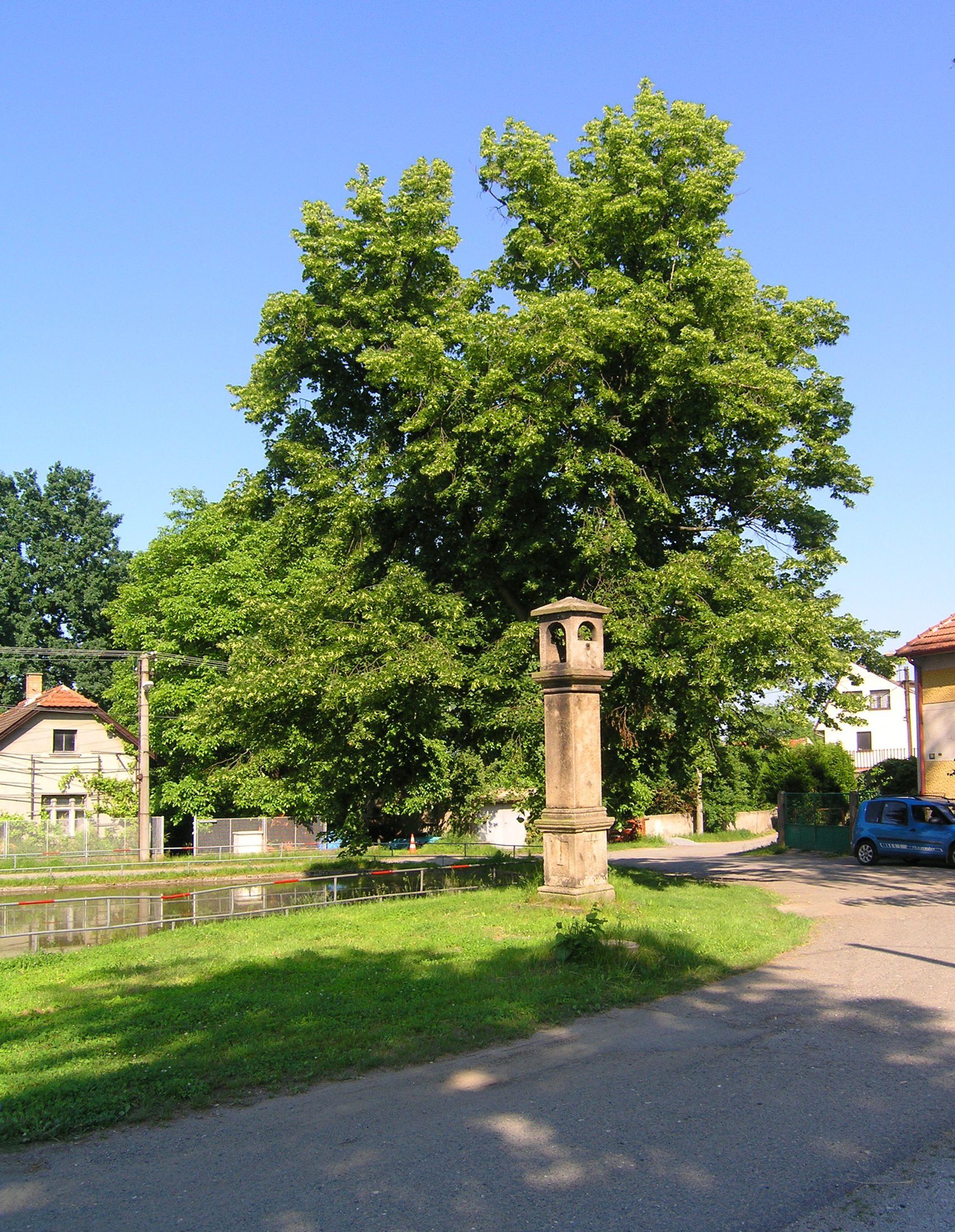
Náves
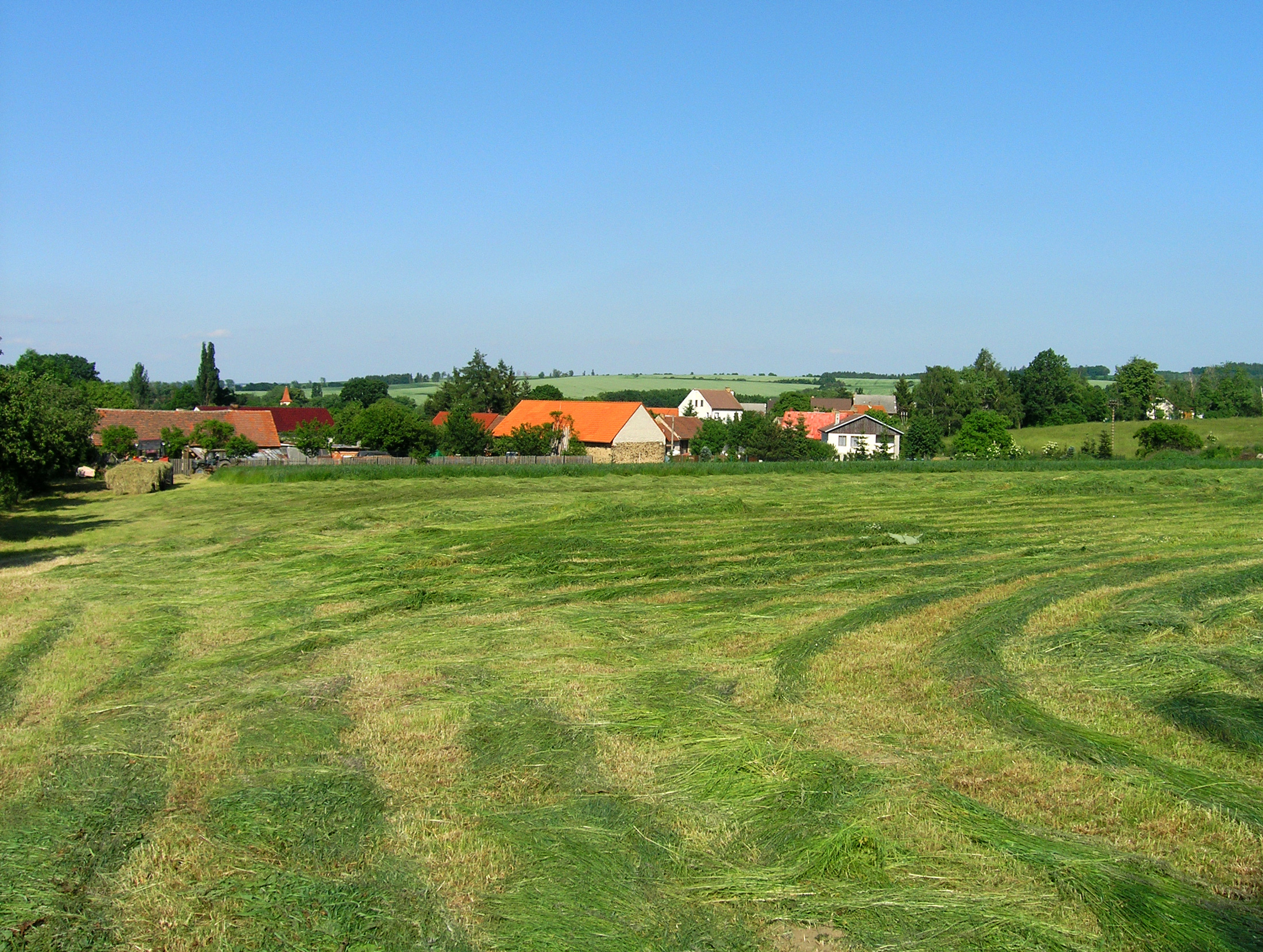
Radějovice od jihu
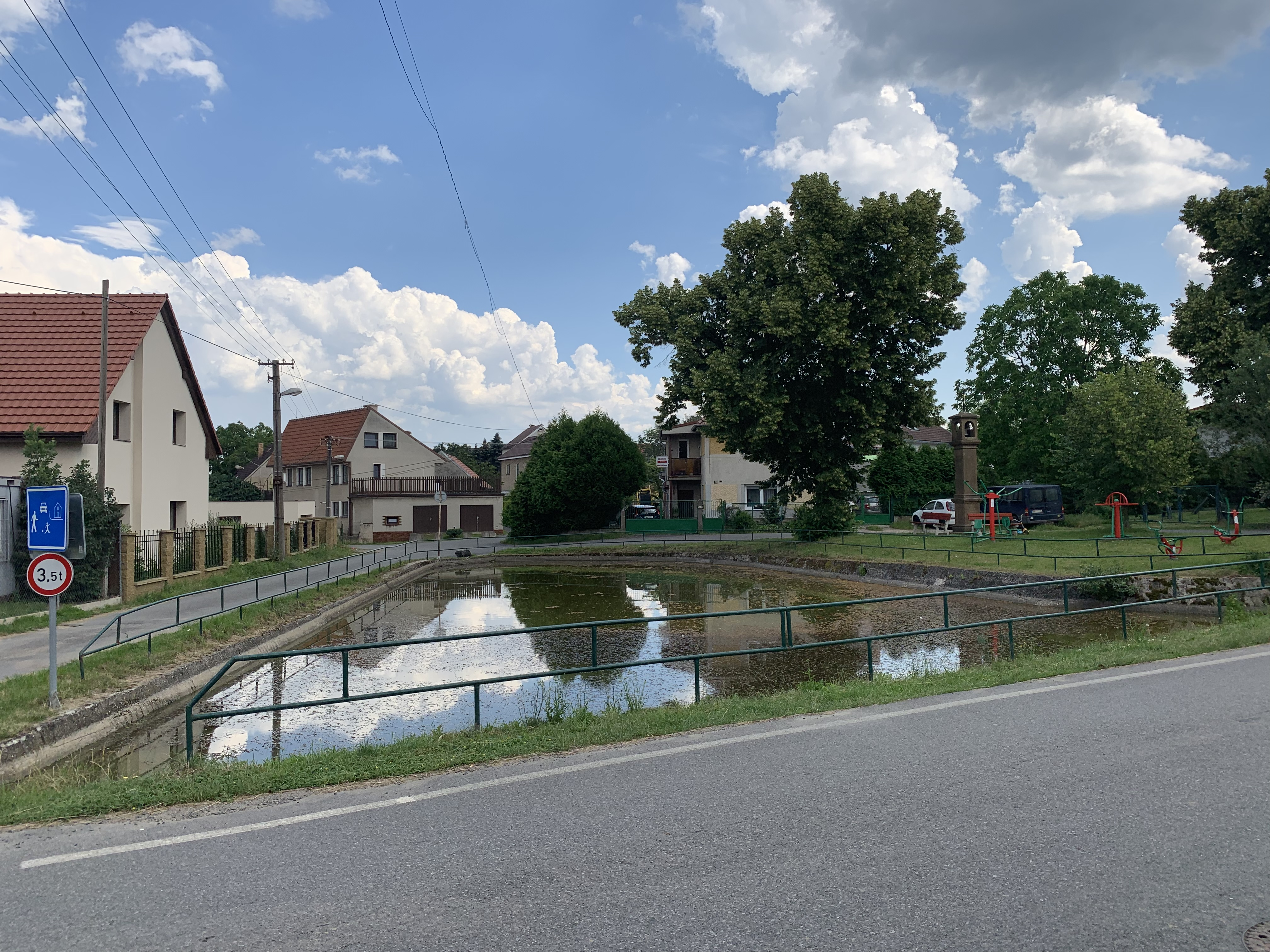
Rybník na návsi